# Aloysius "Nosey" Parker
Aloysius "Nosey" Parker es un personaje de ficción de la serie de televisión Thunderbirds, las películas Thunderbirds Are GO y Thunderbird 6 y en 2004 la película de acción en vivo Thunderbirds.
La voz del títere fue la de David Graham en la serie de televisión y las primeras dos películas, aunque Ron Cook tomó el papel para la película de acción en vivo.

## Biografía
Parker es empleado por Lady Penélope Creighton-Ward como su mayordomo en la Mansión Creighton-Ward y como su chófer que maneja un Rolls-Royce rosa modificado llamado FAB 1. Ambos Lady Penelope y Parker son agentes de Rescate Internacional.
Él es un delincuente reformado, después de se haber pasado tiempo en la prisión por ser un ladrón  y asalta bancos. Sus actividades delictivas así como sus rasgos faciales hicieron que se ganara el apodo de "Nosey" ("Curioso" en español). Él fue rescatado de una vida de crimen por la Lady Penelope que lo empleó para ayudarla en sus actividades de espionaje. Los contactos de Parker con el mundo criminal frecuentemente son útiles durante las misiones. Parker es de Londres y habla con un acento de londinense de la clase popular.
- Datos: Q980650